# 索爾蒂斯 (蒙大拿州)
索爾蒂斯（英語：Saltese）是位於美國蒙大拿州米納勒爾縣的普查規定居民點。

## 歷史
索爾蒂斯的郵局自1892年營運至今。

## 人口
根據2020年美國人口普查的數據，索爾蒂斯的面積為0.85平方千米，皆為陸地。當地共有人口10人，而人口密度為每平方千米11.76人。